# 2001: Despega como puedas
2001: A Space Travesty (2001: Despega como puedas en España) es una película canadiense del año 2000. Se trata de una comedia dirigida por Allan A. Goldstein y protagonizada por Leslie Nielsen quien, junto a Alan Shearman escribió el guion de la misma. 

## Sinopsis
Una conspiración para suplantar al presidente de los Estados Unidos está en marcha y el agente Richard "Dick" Dix tendrá que viajar hasta una base lunar con la misión de rescatar al presidente y evitar una catástrofe a nivel mundial.

## Argumento
La película comienza mostrando un secuestro que tiene lugar en una cafetería. El agente Richard "Dick" Dix (Leslie Nielsen) llega al lugar de los hechos e irrumpe con su coche en el local para apresar a los secuestradores. Una vez completado su trabajo se marcha tranquilamente a la comisaría.
Una vez allí, el secretario de Estado le presenta a Kassandra Mevás (Ophelie Winter) que acaba de llegar de la base lunar Vegan en la trabaja. Kassandra le cuenta como había descubierto una conspiración mediante la cual estaban creando clones humanos y que el presidente de los Estados Unidos había sido reemplazado por uno de esos clones. Ambos se suben a un transbordador espacial y llegan gasta la luna.
Ya en la base lunar Dix conoce al teniente Faldero (Pierre Edwards) y al Capitán Valentino Di Pascuale (Ezio Greggio), con quien compartirá habitación mientras se quede en la luna. Faldero le lleva a Dix a conocer al doctor Pratt (Peter Egan), un científico que trabaja junto a la doctora Kustler (Alexandra Kamp-Groeneveld) investigando el silicio como componente fundamental para la vida alienígena y la clonación de animales.
Por la noche Dix consigue colarse en el despacho del Doctor Pratt y se pone a buscar unos planos con los que poder encontrar la ubicación del laboratorio secreto de clonación. Debido a la torpeza de Dix el despacho acaba completamente destrozado pero consigue escapar de allí en el último momento antes de que Pratt le descubra. Por desgracia, Pratt intuye que ha sido Dix quien ha destrozado su despacho y va a buscarle al dormitorio para hablar con él y le confiesa que sabe que es un policía y también cuál es su misión pero que no logrará encontrar al presidente.
Dix llama entonces al Secretario de Estado para confirmarle que es Pratt quien está detrás de la conspiración contra el presidente. El Secretario le dice que no puede enviar refuerzos pues eso llamaría la atención y que tienen que ser Dix y Kassandra los que se encarguen personalmente de buscar y rescatar al presidente. Mientras esta conversación tiene lugar, Kassandra es secuestrada por un alienígena pero llega a dejar una pista sobre su secuestro para que Dix la encuentre. Antes de ir en su búsqueda Dix va al despacho de Pratt para detenerle y el Doctor le dice que no sabía lo que hacía, que cree que le habían lavado el cerebro para cometer ese crimen y que ayudará a Dix a rescatar al presidente. Ambos van al ascensor y bajan a un laboratorio secreto en el que hay una celda. En ella está el presidente de los Estados Unidos. Cuando están a punto de salir del laboratorio encuentran a Kassandra en una camilla y en ese momento Pratt llama a unos alienígenas para que les apresen a los tres. Tras una breve pelea consiguen salir del laboratorio y, con ayuda de Faldero y Di Pascuale logran llegar al transbordador espacial y regresar a La Tierra.
Ya en Washington, y con ayuda del Secretario de Estado, dan el cambiazo del presidente y se van a un hotel para pensar que hacer con el clon. Mientras ven por televisión una rueda de prensa del Presidente descubren que habían sido engañados y que, en realidad, a quien han secuestrado es al verdadero presidente de Estados Unidos y que quien está ahora en La Casa Blanca es el clon. También descubren que el secretario de Estado estaba aliado con el Doctor Pratt y que formaba parte de la conspiración. Deciden entonces que el mejor momento para volver a dar el cambiazo es en el concierto de Los Tres Tenores que tendrá lugar unos días después en París.
Una vez en París, Dix, el presidente, Faldero y Di Pascuale consiguen colarse en el teatro donde va a ser el concierto mientras que Kassandra forma parte de la orquesta. Su plan es aprovechar el momento en el que el Presidente sea llamado para actuar en el escenario con su saxofón para dar el cambiazo. Empieza el concierto y al escenario salen Los Tres Tenores para interpretar Toreador, de Georges Bizet. Después empiezan a cantar «In The Navy», de The Village People. Tras esta canción es cuando el Presidente va a actuar por lo que Pratt y el secretario llevan al clon del presidente hasta las trampillas que hay debajo del escenario para que este haga su estelar aparición. Una vez el clon está ya tocando su canción delante de todo el teatro Pratt y el secretario se marchan porque creen que ya no hay peligro de que nada ocurra y en ese momento Dix y el presidente llegan a las trampillas del escenario mediante las cuales el verdadero presidente sale a escena. El público no cree lo que está viendo, hay dos presidentes de Estados Unidos idénticos en el escenario tocando a la vez la misma canción. El comisario de la policía de París interrumpe entonces el concierto y pide explicaciones sobre lo que está ocurriendo. El verdadero presidente demuestra que el clon es un impostor y en ese momento la doctora Kustler entra con un arma dispuesta a matar al presidente, pues ella también estaba metida en la conspiración. Consiguen detenerla y descubren que era en realidad un alienígena transformada en humana. Pratt y el secretario son detenidos.
Seis meses después, Dix y Kassandra están comiendo en un restaurante en el que aparecen dos alienígenas dispuestos a matarles pero Dix les hace huir. Tras eso, Dix y Kassandra se besan.

## Reparto
- Leslie Nielsen como Richard "Dick" Dix.
- Ophelie Winter como Kassandra Mevás.
- Peter Egan como el Doctor Pratt.
- Pierre Edwards como el Teniente Faldero.
- Ezio Greggio como el Capitán Valentino Di Pascuale.
- Alexandra Kamp-Groeneveld como la Doctora Kustler.